# Towarzystwo Literatów Francuskich

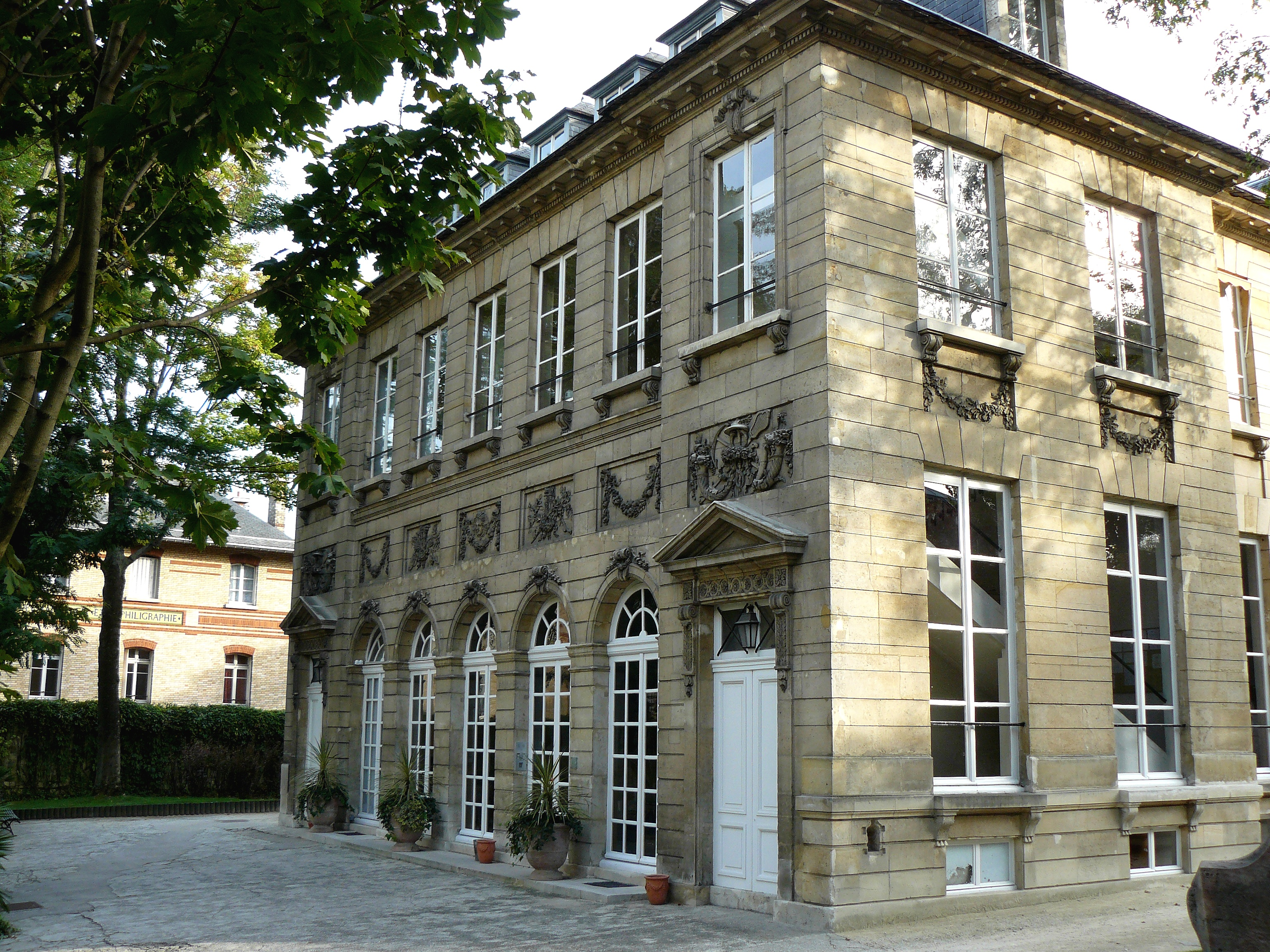
Siedziba Towarzystwa Literatów Francuskich

Towarzystwo Literatów Francuskich (fr. la Société des gens de lettres de France) – stowarzyszenie założone przez Louisa Desnoyers z inicjatywy Honoré de Balzaca w roku 1838. 
Uznano je za instytucję użyteczności publicznej na mocy dekretu z 10 grudnia 1891 roku. W gronie pierwszych członków Towarzystwa znaleźli się George Sand, Victor Hugo i Alexandre Dumas. We Francji jest to jedyne stowarzyszenie literatów zarządzane przez samych literatów. Zostało powołane, by bronić praw autorskich, interesów twórczych oraz statusu prawnego i społecznego wszystkich francuskich literatów.